# Gijzeling in Sydney
De gijzeling in Sydney die plaatsvond op 15 en 16 december 2014 werd uitgevoerd door een aanhanger van Islamitische Staat. Daarbij verloren 3 personen, waaronder de gijzelnemer, het leven.

## Verloop
De gijzelnemer was de radicale geestelijke Man Haron Monis. Deze was in 1996 van Iran naar Australië gevlucht. Haron Moris werd verdacht zijn eigen vrouw vermoord te hebben. Ook schreef hij brieven naar familie van Australische soldaten die in Afghanistan het leven hadden verloren. Verder werd hij van verdacht vrouwen te hebben aangerand die bij hem om geestelijke steun kwamen.
Haron Moris pleegde de daad uit naam van terreurgroep Islamitische Staat. Deze had in september 2014 moslims in het Westen opgeroepen om aanslagen te plegen op burgerdoelen. Twee maanden eerder had een moslim in Canada daar al gehoor aan gegeven door het Canadese parlementsgebouw aan te vallen en daarbij een agent dood te schieten.
De gijzelnemer stapte op 15 december tegen 10 uur in de ochtend Lindt Chocolate Café in het centrum van Sydney binnen. Hij gijzelde de 8 werknemers en 10 bezoekers die daar op dat moment aanwezig waren. Zij moesten een zwarte vlag tegen de ruit houden waar in het Arabisch een islamitische geloofsbelijdenis op stond ("Er is geen god dan Allah en Mohammed is zijn profeet"). Door verschillende media werd de vlag - foutief - aangezien voor een IS-vlag. Haron Morris liet weten dat hij verspreid door Sydney vier pakketjes met explosieven had verstopt. Hij eiste een telefoongesprek met premier Tony Abbott en een vlag van IS. Verschillende gijzelaars moesten bellen met media om zijn eisen duidelijk te maken.
In de middag wist een vijftal gijzelaars te ontsnappen. Om twee uur 's nachts vluchtte nog een aantal gijzelaars. De politie hoorde een schot, waarop zij het café binnenviel. Daarbij verloren drie mensen het leven, namelijk Morris zelf, een 34-jarige man en een 38-jarige vrouw. Vier andere gijzelaars raakten (zwaar)gewond bij de bevrijdingsactie.